# Josef Dostál
Josef Dostál (Praga, 3 marzo 1993) è un canoista ceco, vincitore della medaglia d'argento nel K1 1000m a Rio de Janeiro 2016 e di due medaglie di bronzo nel K4 1000m ai Giochi olimpici di Londra 2012 e Rio de Janeiro 2016.

## Palmarès
- Olimpiadi

Londra 2012: bronzo nel K4 1000m.
Rio de Janeiro 2016: argento nel K1 1000m e bronzo nel K4 1000m.
Tokyo 2020: argento nel K2 1000m.
Parigi 2024: oro nel K1 1000m.
- Mondiali

Duisburg 2013: argento nel K4 1000m.
Mosca 2014: oro nel K1 1000m e nel K4 1000m.
Milano 2015: argento nel K1 1000m e bronzo nel K4 1000m.
Račice 2017: oro nel K1 500m e bronzo nel K1 1000m.
Montemor-o-Velho 2018: oro nel K1 500m e bronzo nel K1 1000m.
Seghedino 2019: argento nel K1 1000m.
- Europei

Zagabria 2012: argento nel K1 500m.
Montemor-o-Velho 2013: oro nel K4 1000m e bronzo nel K1 1000m.
Brandeburgo 2014: oro nel K4 1000m.
Račice 2015: oro nel K4 1000m.
Belgrado 2018: oro nel K1 500m.
- Campionati mondiali Under 23

Niagara 2013: oro nel K1 1000m.